# Торремонтальбо
Торремонтальбо (ісп. Torremontalbo) — муніципалітет в Іспанії, у складі автономної спільноти Ла-Ріоха. Населення — 17 осіб (2009).
Муніципалітет розташований на відстані близько 250 км на північ від Мадрида, 20 км на захід від Логроньйо.

## Демографія
Динаміка населення (INE ):

## Галерея зображень

Розташування муніципалітету